# Burke (villa)
Burke es una villa ubicada en el condado de Franklin en el estado estadounidense de Nueva York. En el año 2000 tenía una población de 213 habitantes y una densidad poblacional de 281 personas por km².

## Geografía
Burke se encuentra ubicada en las coordenadas 44°54′4″N 74°10′14″O / 44.90111, -74.17056.

## Demografía
Según la Oficina del Censo en 2000 los ingresos medios por hogar en la localidad eran de $35,714, y los ingresos medios por familia eran $36,563. Los hombres tenían unos ingresos medios de $30,250 frente a los $31,875 para las mujeres. La renta per cápita para la localidad era de $15,756. Alrededor del 10.1% de la población estaban por debajo del umbral de pobreza.